# Papa Joe Chevalier
Armand "Papa Joe" Chevalier (12 de septiembre de 1948 - 3 de junio de 2011) fue un presentador de radio de deportes de Las Vegas, Nevada. Su programa, The Papa Joe Show, era escuchado en Sporting News Radio hasta 2005. Papa Joe tenía breves intervenciones en la sindicación independiente, en Lifestyle Talk Radio Network, y Sports Byline USA. 
Chevalier murió el 3 de junio de 2011, varios meses después que sufrió un derrame cerebral que le paralizó el lado derecho.